# Brooklyn Center
Brooklyn Center är en stad (city) i Hennepin County i delstaten Minnesota i USA. Staden hade 33 782 invånare, på en yta av 21,71 km² (2020). Brooklyn Center ligger på Mississippiflodens västra flodbank och är en del av storstadsområdet Minneapolis-Saint Paul.